# Eduard Heyck

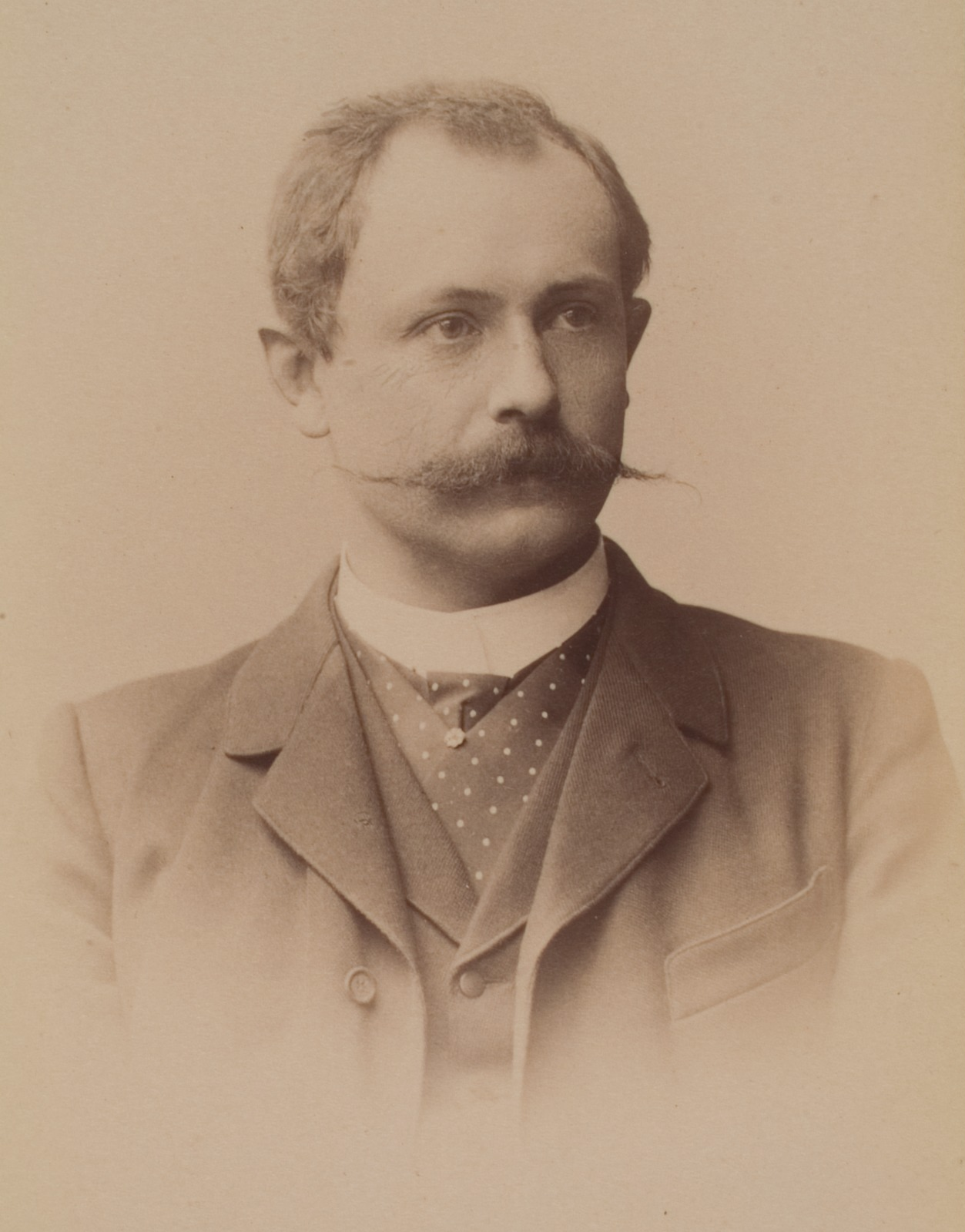
Eduard Heyck

Eduard Karl Heinrich Berthold Heyck (* 30. Mai 1862 in Doberan; † 11. Juli 1941 in Ermatingen, Schweiz) war ein deutscher Kulturhistoriker, Schriftsteller und Dichter.

## Leben
Eduard Heyck war ein Sohn des namensgleichen Gärtnereibesitzers und Privatiers Eduard Heyck (1836–1903), ein Schwiegersohn des Schriftstellers und Dichters Wilhelm Jensen (1837–1911) und der Vater von Hans Heyck (1891–1972) und Hartwig Heyck (1912–1982). Seine erste Ehefrau, Maina Heyck-Jensen (1870–1940), war Kunstmalerin und gelegentliche Schriftstellerin.
Eduard Heyck ging auf das Gymnasium in Rostock und studierte zunächst vergleichende Sprachwissenschaft, Geschichte und Kunstgeschichte in Leipzig, Jena und Heidelberg. Nach seiner in Heidelberg ausgezeichneten Doktorarbeit über „Genuas Marine in ihrem Verhältniss zur Regierung der Stadt: Die ältere Verfassungsgeschichte Genuas.“ (1885) wurde Heyck Dozent in Freiburg im Breisgau, 1892 als außerordentlicher Professor für Geschichte nach Heidelberg bestellt. Ab 1898 lebte er als Privatgelehrter in München und Berlin, zog 1909 nach Ermatingen (Schweiz) und starb dort 1941. Eduard Heyck war seit 1907 in zweiter Ehe mit Gertrud Schaumann verheiratet und Vater von drei Söhnen und einer Tochter.

## Arbeit
Heyck war ein vielseitiger Geschichtsforscher, Schriftsteller und Dichter. Als junger Dozent schrieb er 1886 im Auftrag der Badischen Historischen Kommission eine „Geschichte der Herzöge von Zähringen“. Andere Werke Heycks sind u. a. eine dreibändige „Deutsche Geschichte“, „Die Allgemeine Zeitung 1798–1898“ (1898) „Briefe einer Heidelberger Burschenschaft 1914/1918“ und „Höhenfeuer. Ein deutsches Lebensbuch“.
Als freischaffender Gelehrter hielt Heyck viele Vorträge in Deutschland, nahm 1898 an der kaiserlichen Palästinareise teil und machte im Jahr 1900 im Auftrag des Auswärtigen Amts eine Vortragsreise nach Brasilien.
Eduard Heyck war ein begeisterter Burschenschafter, er wurde während seines Studiums in Heidelberg 1881 Mitglied der Burschenschaft Frankonia Heidelberg. Von 1893 bis zu seinem Tod, also beinahe fünfzig Jahre lang, war er  Herausgeber des „Allgemeinen Deutschen Kommersbuches“, auch „Lahrer Kommersbuch“ oder „ADK“ genannt. Neben seiner Redaktionstätigkeit steuerte er auch selber einige Liedertexte bei. Während seiner Tätigkeit als Herausgeber wurden 450.000 Exemplare des ADK aufgelegt.
Heyck war erster Herausgeber und mehrfacher Autor der ab 1897 erschienenen „Monographien zur Weltgeschichte“ des Verlags Velhagen & Klasing, die er beinahe vierzig Jahre lang betreute. Zu den „Künstler-Monographien“ des gleichen Verlags trug er mit mehreren Werken auch bei.
Im Laufe seines langen Lebens veröffentlichte Heyck Dutzende von Artikeln über geschichtliche, kulturgeschichtliche und künstlerische Themen.
Auch als Bibliophiler war Heyck aktiv. 1899 bis 1900 übernahm er als erster den Vorsitz der von Fedor von Zobeltitz gegründeten Gesellschaft der Bibliophilen und gehörte mehrere Jahre dem Vorstand der Gesellschaft an. Zu seinem 75. Geburtstag wurde Eduard Heyck von Hitler die Goethe-Medaille für Kunst und Wissenschaft verliehen.
Sein wissenschaftlicher Nachlass befindet sich in der Schleswig-Holsteinischen Landesbibliothek in Kiel.

## Veröffentlichungen (Auswahl)
- Genuas Marine in ihrem Verhältniss zur Regierung der Stadt: Die ältere Verfassungsgeschichte Genuas. Wagnersche Universitätsbuchhandlung, Innsbruck 1885.
- Geschichte der Herzoge von Zähringen. J. C. B. Mohr, Freiburg im Breisgau 1891–92 (Neudruck Aalen 1980, ISBN 3-511-00945-6, Digitalisat).
- Die Mediceer. Velhagen & Klasing, Bielefeld und Leipzig 1897.
- Bismarck. Velhagen & Klasing, Bielefeld und Leipzig 1898.
- Der Große Kurfürst. Velhagen & Klasing, Bielefeld und Leipzig 1902.
- Feuerbach. Künstler-Monographie Nr. 76, Velhagen & Klasing, Bielefeld und Leipzig 1905. Bis zur 4. Auflage 1925 verbessert.
- Luther. Velhagen & Klasing, Bielefeld und Leipzig 1909.
- Johanna von Bismarck. Deutsche Verlags-Anstalt, Stuttgart 1915.
- Parlament oder Volksvertretung? Richard Mühlmann, Halle an der Saale 1918 (Digitalisat).
- Briefe einer Heidelberger Burschenschaft 1914-1918. Verlag Moritz Schauenburg, Lahr i. Baden 1919.
- Das Ende der Flittermonde des Hei-ho. Verlag Moritz Schauenburg, Lahr i. Baden 1927.
- Gaja. Verlag Moritz Schauenburg, Lahr i. Baden 1928.